# Bifora testiculata
Espèce
Bifora testiculata est une espèce de plantes à fleurs de la famille des Apiaceae.